# Márcio José Oliveira
Márcio José Oliveira, mais conhecido como Marcinho (Irapuã, 20 de julho de 1984), é um ex-futebolista brasileiro que jogava como meia.

## Carreira

### Cruzeiro
Marcinho começou sua carreira no Cruzeiro, time pelo qual conquistou muitos títulos, como um reserva da equipe.

### Grêmio
Depois, em 2005, transferiu-se para o Grêmio, onde ficou poucos meses.

### Gençlerbirligi
Ainda em 2005, acertou com o Gençlerbirligi, da Turquia.

### Atlético Mineiro
Retornou ao Brasil, em 2006, vestindo a camisa do Atlético-MG. Ajudou o Galo, em seu retorno à Primeira Divisão, tendo sido um dos grandes destaques daquela campanha. No ano seguinte, voltou a ter boas atuações, durante o Brasileirão, mas acabou desentendo-se com a diretoria.

### Ipatinga
Após deixar o Atlético-MG, fechou com o Ipatinga.

### Flamengo
Em 2008, Marcinho chegou ao Flamengo por empréstimo, sem muito alarde, contudo, logo assumiu a titularidade. Porém Marcinho deixou o Flamengo, durante a disputa do Campeonato Brasileiro, para ir jogar no Al Jazira.

### Qatar SC
Entretanto, desfazendo seu acerto com o Al Jazira, Marcinho acabou preferindo assinar com o Qatar S.C. que pagou 3,2 milhões de euros pelo jogador, o Flamengo recebeu 10% desta quantia, já que não era dono dos direitos do jogador.

### Vitória
Em junho de 2014, após cinco anos atuando no Qatar onde passou grande momento de sua carreira, assinou com o Vitória, retornando ao futebol brasileiro. Marcou seu primeiro gol pela Copa Sul-Americana contra o Sport, além de mais dois contra o Botafogo, em jogo válido pelo Brasileirão. Deixou o rubro-negro baiano no final da temporada, após o rebaixamento do clube.

### Vasco da Gama
Em dezembro de 2014, assinou contrato para atuar, em 2015, pelo Vasco da Gama.
Teve um bom início, mas caiu de nível ao longo da temporada. Após uma contusão não recuperou mais a titularidade, e depois do titulo estadual o time caiu muito de nível e Marcinho, que foi um dos mais criticados pela torcida, pediu para rescindir o contrato.
Em 09 de junho de 2015, o clube Vasco da Gama anunciou a rescisão de contrato com o jogador, partindo do próprio atleta.

### Itumbiara
Acerta com o clube goiano para a disputa do Estadual.

### Santa Cruz
Depois de alguns meses no clube goiano, acaba acertando com o Santa Cruz para a disputa da Série A. Faz sua estréia pela Copa do Brasil contra seu ex-clube, o Vasco, inclusive dando uma assistência pra gol.
Em 26 de agosto de 2016, com poucas oportunidades, Marcinho rescinde seu contrato com o Santa Cruz.

## Estatísticas
Até 2 de abril de 2016.

### Clubes
| Clube             | Temporada         | Campeonato nacional | Campeonato nacional | Campeonato nacional | Copa nacional[a] | Copa nacional[a] | Copa nacional[a] | Competições continentais[b] | Competições continentais[b] | Competições continentais[b] | Outros torneios[c] | Outros torneios[c] | Outros torneios[c] | Total | Total | Total   |
| Clube             | Temporada         | Jogos               | Gols                | Assist.             | Jogos            | Gols             | Assist.          | Jogos                       | Gols                        | Assist.                     | Jogos              | Gols               | Assist.            | Jogos | Gols  | Assist. |
| ----------------- | ----------------- | ------------------- | ------------------- | ------------------- | ---------------- | ---------------- | ---------------- | --------------------------- | --------------------------- | --------------------------- | ------------------ | ------------------ | ------------------ | ----- | ----- | ------- |
| Cruzeiro          | 2003              | 18                  | 6                   | 0                   | 0                | 0                | 0                | 0                           | 0                           | 0                           | 0                  | 0                  | 0                  | 18    | 6     | 0       |
| Cruzeiro          | 2004              | 22                  | 2                   | 0                   | —                | —                | —                | 0                           | 0                           | 0                           | 0                  | 0                  | 0                  | 22    | 2     | 0       |
| Cruzeiro          | Total             | 40                  | 8                   | 0                   | 0                | 0                | 0                | 0                           | 0                           | 0                           | 0                  | 0                  | 0                  | 40    | 8     | 0       |
| Grêmio            | 2005              | 0                   | 0                   | 0                   | 0                | 0                | 0                | —                           | —                           | —                           | 0                  | 0                  | 0                  | 0     | 0     | 0       |
| Grêmio            | Total             | 0                   | 0                   | 0                   | 0                | 0                | 0                | 0                           | 0                           | 0                           | 0                  | 0                  | 0                  | 0     | 0     | 0       |
| Gençlerbirliği    | 2005–06           | 0                   | 0                   | 0                   | 0                | 0                | 0                | —                           | —                           | —                           | —                  | —                  | —                  | 0     | 0     | 0       |
| Gençlerbirliği    | Total             | 0                   | 0                   | 0                   | 0                | 0                | 0                | 0                           | 0                           | 0                           | 0                  | 0                  | 0                  | 0     | 0     | 0       |
| Atlético Mineiro  | 2006              | 0                   | 0                   | 0                   | 0                | 0                | 0                | —                           | —                           | —                           | 0                  | 0                  | 0                  | 0     | 0     | 0       |
| Atlético Mineiro  | 2007              | 0                   | 0                   | 0                   | 0                | 0                | 0                | —                           | —                           | —                           | 0                  | 0                  | 0                  | 0     | 0     | 0       |
| Atlético Mineiro  | Total             | 0                   | 0                   | 0                   | 0                | 0                | 0                | 0                           | 0                           | 0                           | 0                  | 0                  | 0                  | 0     | 0     | 0       |
| Flamengo          | 2008              | 11                  | 7                   | 3                   | —                | —                | —                | 8                           | 5                           | 1                           | 19                 | 5                  | 1                  | 38    | 17    | 5       |
| Flamengo          | Total             | 11                  | 7                   | 3                   | 0                | 0                | 0                | 8                           | 5                           | 1                           | 19                 | 5                  | 1                  | 38    | 17    | 5       |
| Qatar SC          | 2008–09           | 0                   | 0                   | 0                   | 0                | 0                | 0                | —                           | —                           | —                           | —                  | —                  | —                  | 0     | 0     | 0       |
| Qatar SC          | 2009–10           | 0                   | 0                   | 0                   | 0                | 0                | 0                | 0                           | 0                           | 0                           | —                  | —                  | —                  | 0     | 0     | 0       |
| Qatar SC          | 2010–11           | 0                   | 0                   | 0                   | —                | —                | —                | —                           | —                           | —                           | —                  | —                  | —                  | 0     | 0     | 0       |
| Qatar SC          | 2011–12           | 0                   | 0                   | 0                   | —                | —                | —                | —                           | —                           | —                           | —                  | —                  | —                  | 0     | 0     | 0       |
| Qatar SC          | 2012–13           | 0                   | 0                   | 0                   | 0                | 0                | 0                | —                           | —                           | —                           | —                  | —                  | —                  | 0     | 0     | 0       |
| Qatar SC          | 2013–14           | 0                   | 0                   | 0                   | 0                | 0                | 0                | —                           | —                           | —                           | —                  | —                  | —                  | 0     | 0     | 0       |
| Qatar SC          | Total             | 0                   | 0                   | 0                   | 0                | 0                | 0                | 0                           | 0                           | 0                           | 0                  | 0                  | 0                  | 0     | 0     | 0       |
| Vitória           | 2014              | 23                  | 3                   | 1                   | —                | —                | —                | 3                           | 2                           | 0                           | —                  | —                  | —                  | 26    | 5     | 1       |
| Vitória           | Total             | 23                  | 3                   | 1                   | 0                | 0                | 0                | 3                           | 2                           | 0                           | 0                  | 0                  | 0                  | 26    | 5     | 1       |
| Vasco da Gama     | 2015              | 3                   | 0                   | 0                   | 2                | 0                | 0                | —                           | —                           | —                           | 14                 | 3                  | 0                  | 19    | 3     | 0       |
| Vasco da Gama     | Total             | 3                   | 0                   | 0                   | 2                | 0                | 0                | 0                           | 0                           | 0                           | 14                 | 3                  | 0                  | 19    | 3     | 0       |
| Itumbiara         | 2016              | 0                   | 0                   | 0                   | 0                | 0                | 0                | —                           | —                           | —                           | 5                  | 1                  | 0                  | 5     | 1     | 0       |
| Itumbiara         | Total             | 0                   | 0                   | 0                   | 0                | 0                | 0                | 0                           | 0                           | 0                           | 5                  | 1                  | 0                  | 5     | 1     | 0       |
| Santa Cruz        | 2016              | 1                   | 0                   | 0                   | 1                | 0                | 0                | —                           | —                           | —                           | —                  | —                  | —                  | 2     | 0     | 0       |
| Santa Cruz        | Total             | 1                   | 0                   | 0                   | 1                | 0                | 0                | 0                           | 0                           | 0                           | 0                  | 0                  | 0                  | 2     | 0     | 0       |
| Total na carreira | Total na carreira | 78                  | 18                  | 4                   | 2                | 0                | 0                | 11                          | 7                           | 1                           | 39                 | 9                  | 1                  | 130   | 34    | 6       |

- a. ^ Jogos da Copa do Brasil, Copa da Turquia, Copa da Catar e Qatari Stars Cup
- b. ^ Jogos da Copa Sul-Americana, Copa Libertadores da América e Copa do Golfo
- c. ^ Jogos do Campeonato Mineiro, Campeonato Gaúcho, Campeonato Carioca e Campeonato Goiano

|          | Data                    | Local                                          | Resultado | Adversário        | Gols | Assist. | Competição                           |
| -------- | ----------------------- | ---------------------------------------------- | --------- | ----------------- | ---- | ------- | ------------------------------------ |
| Flamengo |                         |                                                |           |                   |      |         |                                      |
| 1.       | 20 de janeiro de 2008   | Maracanã, Rio de Janeiro, Brasil               | 2–0       | Boavista          | 0    | 1       | Campeonato Carioca de 2008           |
| 2.       | 24 de janeiro de 2008   | Maracanã, Rio de Janeiro, Brasil               | 4–1       | Cardoso Moreira   | 0    | 0       | Campeonato Carioca de 2008           |
| 3.       | 27 de janeiro de 2008   | Maracanã, Rio de Janeiro, Brasil               | 5–1       | Duque de Caxias   | 1    | 0       | Campeonato Carioca de 2008           |
| 4.       | 30 de janeiro de 2008   | Maracanã, Rio de Janeiro, Brasil               | 1–0       | Macaé             | 0    | 0       | Campeonato Carioca de 2008           |
| 5.       | 2 de fevereiro de 2008  | Nilton Santos, Rio de Janeiro, Brasil          | 4–0       | America           | 0    | 0       | Campeonato Carioca de 2008           |
| 6.       | 7 de fevereiro de 2008  | Maracanã, Rio de Janeiro, Brasil               | 2–1       | Volta Redonda     | 0    | 0       | Campeonato Carioca de 2008           |
| 7.       | 10 de fevereiro de 2008 | Maracanã, Rio de Janeiro, Brasil               | 1–4       | Fluminense        | 0    | 0       | Campeonato Carioca de 2008           |
| 8.       | 13 de fevereiro de 2008 | Estádio Jorge Basadre, Tacna, Peru             | 0–0       | Coronel Bolognesi | 0    | 0       | Copa Libertadores da América de 2008 |
| 9.       | 17 de fevereiro de 2008 | Maracanã, Rio de Janeiro, Brasil               | 2–1       | Vasco da Gama     | 0    | 0       | Campeonato Carioca de 2008           |
| 10.      | 24 de fevereiro de 2008 | Maracanã, Rio de Janeiro, Brasil               | 2–1       | Botafogo          | 0    | 0       | Campeonato Carioca de 2008           |
| 11.      | 27 de fevereiro de 2008 | Maracanã, Rio de Janeiro, Brasil               | 2–1       | Cienciano         | 1    | 0       | Copa Libertadores da América de 2008 |
| 12.      | 2 de março de 2008      | Maracanã, Rio de Janeiro, Brasil               | 4–2       | Resende           | 0    | 0       | Campeonato Carioca de 2008           |
| 13.      | 6 de março de 2008      | Gran Parque Central, Montevidéu, Uruguai       | 0–3       | Nacional          | 0    | 0       | Copa Libertadores da América de 2008 |
| 14.      | 9 de março de 2008      | Maracanã, Rio de Janeiro, Brasil               | 3–1       | Americano         | 0    | 0       | Campeonato Carioca de 2008           |
| 15.      | 16 de março de 2008     | Maracanã, Rio de Janeiro, Brasil               | 2–3       | Botafogo          | 0    | 0       | Campeonato Carioca de 2008           |
| 16.      | 19 de março de 2008     | Maracanã, Rio de Janeiro, Brasil               | 2–0       | Nacional          | 2    | 0       | Copa Libertadores da América de 2008 |
| 17.      | 22 de março de 2008     | Maracanã, Rio de Janeiro, Brasil               | 2–0       | Cabofriense       | 1    | 0       | Campeonato Carioca de 2008           |
| 18.      | 26 de março de 2008     | Maracanã, Rio de Janeiro, Brasil               | 4–1       | Friburguense      | 2    | 0       | Campeonato Carioca de 2008           |
| 19.      | 29 de março de 2008     | Maracanã, Rio de Janeiro, Brasil               | 0–0       | Madureira         | 0    | 0       | Campeonato Carioca de 2008           |
| 20.      | 6 de abril de 2008      | Maracanã, Rio de Janeiro, Brasil               | 2–2       | Vasco da Gama     | 1    | 0       | Campeonato Carioca de 2008           |
| 21.      | 9 de abril de 2008      | Estádio Inca Garcilaso de la Vega, Cusco, Peru | 3–0       | Cienciano         | 0    | 0       | Copa Libertadores da América de 2008 |
| 22.      | 13 de abril de 2008     | Maracanã, Rio de Janeiro, Brasil               | 0–3       | Botafogo          | 0    | 0       | Campeonato Carioca de 2008           |
| 23.      | 23 de abril de 2008     | Maracanã, Rio de Janeiro, Brasil               | 2–0       | Coronel Bolognesi | 0    | 1       | Copa Libertadores da América de 2008 |
| 24.      | 27 de abril de 2008     | Maracanã, Rio de Janeiro, Brasil               | 1–0       | Botafogo          | 0    | 0       | Campeonato Carioca de 2008           |
| 25.      | 30 de abril de 2008     | Estádio Azteca, Cidade do México, México       | 4–2       | América           | 2    | 0       | Copa Libertadores da América de 2008 |
| 26.      | 4 de maio de 2008       | Maracanã, Rio de Janeiro, Brasil               | 3–1       | Botafogo          | 0    | 0       | Campeonato Carioca de 2008           |
| 27.      | 7 de maio de 2008       | Maracanã, Rio de Janeiro, Brasil               | 0–3       | América           | 0    | 0       | Copa Libertadores da América de 2008 |
| 28.      | 11 de maio de 2008      | Maracanã, Rio de Janeiro, Brasil               | 3–1       | Santos            | 1    | 1       | Campeonato Brasileiro de 2008        |
| 29.      | 18 de maio de 2008      | Olímpico Monumental, Porto Alegre, Brasil      | 0–0       | Grêmio            | 0    | 0       | Campeonato Brasileiro de 2008        |
| 30.      | 24 de maio de 2008      | Maracanã, Rio de Janeiro, Brasil               | 2–1       | Internacional     | 1    | 0       | Campeonato Brasileiro de 2008        |
| 31.      | 1 de junho de 2008      | Maracanã, Rio de Janeiro, Brasil               | 1–0       | Fluminense        | 0    | 0       | Campeonato Brasileiro de 2008        |
| 32.      | 7 de junho de 2008      | Maracanã, Rio de Janeiro, Brasil               | 5–0       | Figueirense       | 3    | 1       | Campeonato Brasileiro de 2008        |
| 33.      | 14 de junho de 2008     | Maracanã, Rio de Janeiro, Brasil               | 2–4       | São Paulo         | 0    | 0       | Campeonato Brasileiro de 2008        |
| 34.      | 22 de junho de 2008     | Ipatingão, Ipatinga, Brasil                    | 3–1       | Ipatinga          | 0    | 0       | Campeonato Brasileiro de 2008        |
| 36.      | 29 de junho de 2008     | Ilha do Retiro, Rio de Janeiro, Brasil         | 2–1       | Sport             | 0    | 0       | Campeonato Brasileiro de 2008        |
| 36.      | 5 de julho de 2008      | Maracanã, Rio de Janeiro, Brasil               | 3–0       | Náutico           | 1    | 1       | Campeonato Brasileiro de 2008        |
| 37.      | 9 de julho de 2008      | Mineirão, Belo Horizonte, Brasil               | 1–1       | Atlético Mineiro  | 1    | 0       | Campeonato Brasileiro de 2008        |
| 38.      | 13 de julho de 2008     | Maracanã, Rio de Janeiro, Brasil               | 3–1       | Vasco da Gama     | 0    | 0       | Campeonato Brasileiro de 2008        |

## Títulos
Cruzeiro
- Campeonato Mineiro: 2003, 2004
- Copa do Brasil: 2003
- Campeonato Brasileiro: 2003

Atlético Mineiro
- Campeonato Brasileiro Série B: 2006
- Campeonato Mineiro: 2007

Flamengo
- Campeonato Carioca: 2008

Qatar SC
- Copa do Príncipe: 2009

Vasco da Gama
- Campeonato Carioca: 2015